# San Lorenzello
San Lorenzello es un municipio situado en el territorio de la provincia de Benevento, en la Campania (Italia).

## Demografía
| Gráfica de evolución demográfica de San Lorenzello entre 1861 y 2001 |
|                                                                      |
| Fuente ISTAT - elaboración gráfica de Wikipedia                      |

"Un belén a las hojas de un plácido monte; un arroyo a veces impetuoso, a veces ausente, que lo separa del resto del mundo. Alrededor, una teoría de colinas, que semejan bailar cuando el viento de otoño desplaza las hojas y hace cantar los matorrales. Éste es San Lorenzello, el ameno pequeño país en cuya historia y leyenda, mito y belleza, arte y cultura, se derrite en un inextricable enredo de recuerdos apasionados que, generación tras generación, les infunde a los habitantes aquella aura de seráfica armonía, típica en quien sabe de venir de muy lejos". (Annalisa Lavorgna)